# Cauloglossum
Cauloglossum is een geslacht van schimmels behorend tot de familie Agaricaceae. De typesoort is Cauloglossum transversarium, maar deze is later overgezet naar het geslacht Rhopalogaster als Rhopalogaster transversariu.

## Soorten
Volgens Index Fungorum telt het geslacht drie soorten (peildatum februari 2022):
| Soortnaam               | Auteur(s)     | Publicatiejaar |
| ----------------------- | ------------- | -------------- |
| Cauloglossum egyptiacum | (Mont.) Corda | 1854           |
| Cauloglossum elatum     | Fr.           | 1829           |
| Cauloglossum saccatum   | Bres.         | 1912           |